# 向日神社

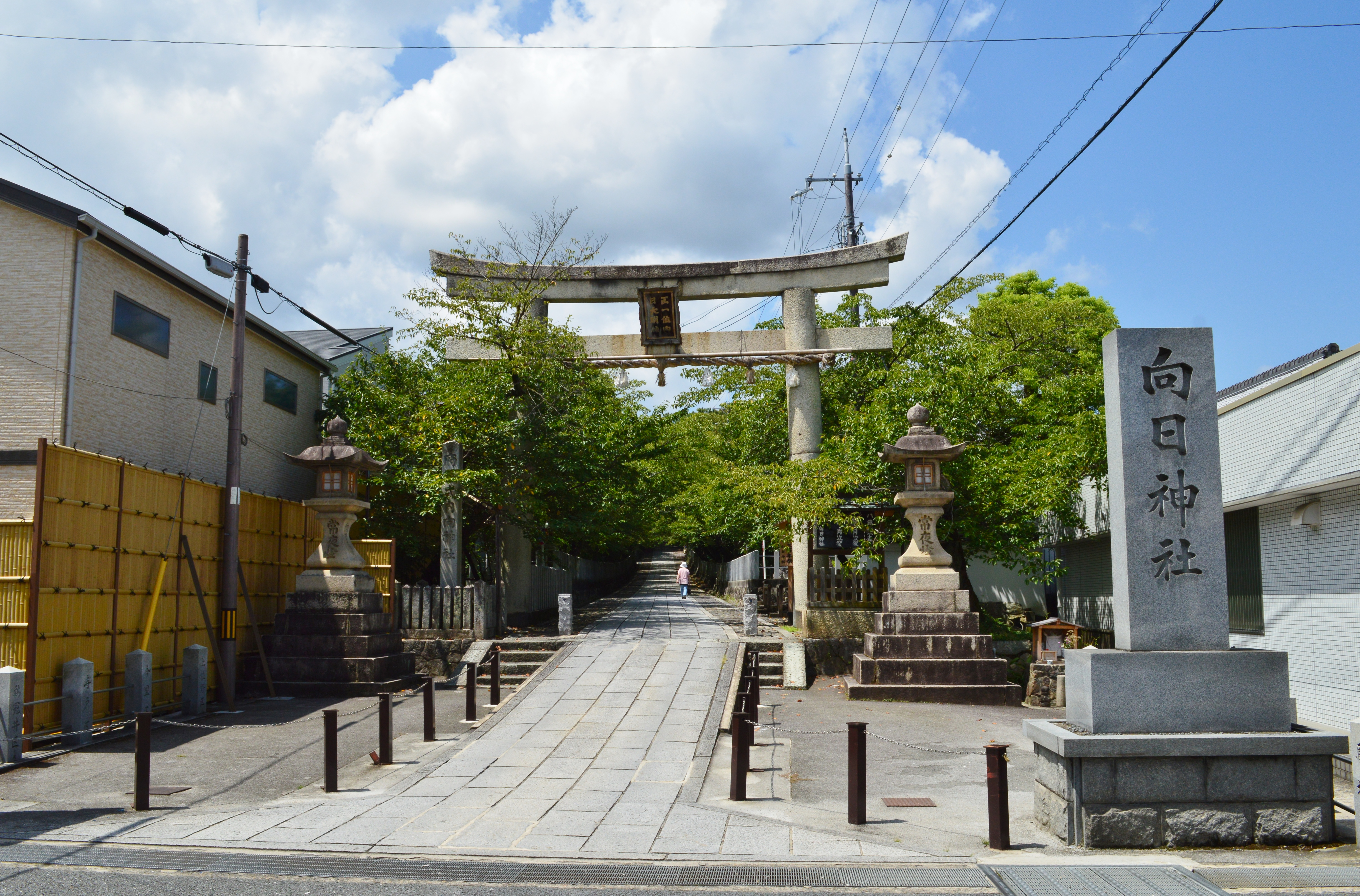
鳥居

向日神社（むこうじんじゃ）は、京都府向日市向日町北山にある神社。向日明神とも呼ばれる。式内社（名神大社・小社）で、旧社格は府社。

## 祭神
- 主祭神 - 向日神、火雷大神、玉依姫命、神武天皇

## 歴史
元々は、同じ向日山に鎮座する「向神社」（上ノ社）、「火雷神社」（下ノ社）という別の神社だった。いずれも延喜式神名帳に現れる古社で、「火雷神社」については名神大社「乙訓坐火雷神社（乙訓神社）」の論社である（他の論社は長岡京市の角宮神社）。
向神社は御歳神（向日神）が向日山にとどまり、稲作を奨励したことに始まるというが、そもそもは現在地から北に500メートルの所にある五塚原古墳（いつかはらこふん）の上に祀られていたようである。養老2年（718年）になって元稲荷古墳の南側にある現在地に遷座した。
火雷神社は神武天皇が大和国橿原から山背国へ遷った際、当地に火雷神を祀ったことに始まると伝えるが、継体天皇が乙訓宮を造った継体天皇12年（518年）頃の創建ともされる。また、火雷神社は養老2年（718年）の社殿新築にあたり玉依姫命と神武天皇を合祀している。
延暦3年（784年）に長岡京が作られて遷都されたが、その中心となる長岡宮は向神社の東の麓に作られた。
火雷神社宮司は承久3年（1221年）の承久の乱の際に後鳥羽上皇側について敗れると、現在の京都府福知山市にあった荘園「六人部荘（むとべのしょう）」に隠れ、許されて戻った時には衰微していた。こうして建治元年（1275年）には向神社が火雷神社を併祭することとなり、向日神社と社名を改めて付近一帯の総鎮守となった。
応永29年（1422年）に7つの村が協力して本殿（重要文化財）を再建している。当地はかつて西岡（にしのおか）と呼ばれていたが、土一揆が行われる際には当社で集結してから京都に向かっている。
明治時代になると、当社は府社に列せられた。
当社が建っている丘陵は、1961年（昭和36年）に名神高速道路建設のための土を取ったため、かなり削られ、向日神社と元稲荷古墳がある部分だけが小山になって残った。近隣に笹部新太郎の桜苗園がありこれも取り壊されたが、近年になり神社周辺に桜の園として復元されている。
東京の明治神宮の本殿は当社の本殿がモデルとなっており、当社本殿の1.5倍のスケールに拡大した設計となっている。
境内の南には向日市天文館がある。

## 境内

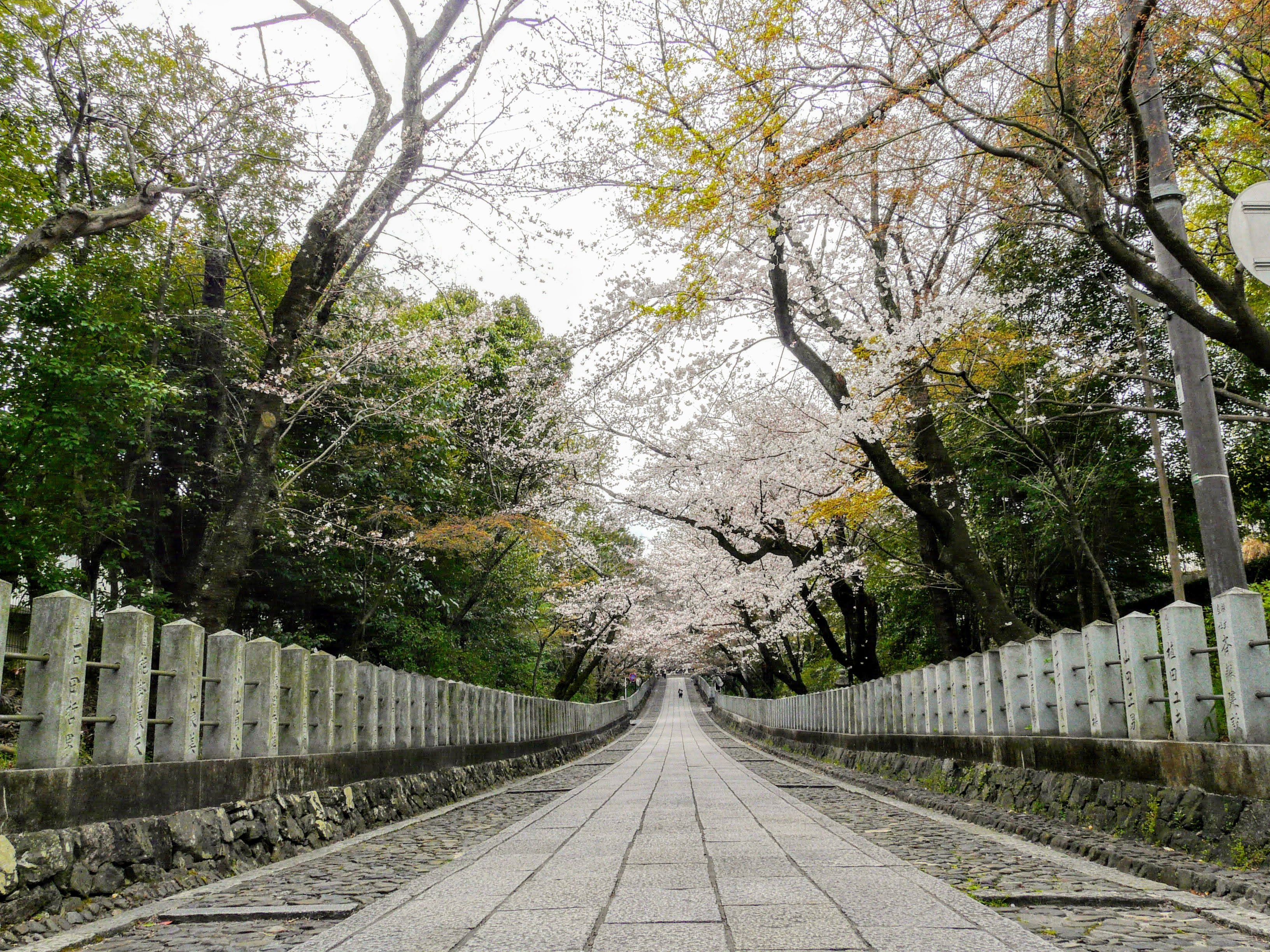
長い石畳の参道脇に桜が咲く

京都府道67号西京高槻線（アストロ通り）から、長い石畳の参道に入る。参道は桜・ツツジ・カエデ等の並木が連なる緩やかな登り坂で情緒があるが、自動車も走るので注意が必要である。
- 本殿（重要文化財） - 応永29年（1422年）再建。室町時代の流造を代表するもの。明治神宮本殿のモデルである。
  - 本殿覆屋（国登録有形文化財） - 天保13年（1842年）再建。
- 幣殿（国登録有形文化財） - 天保13年（1842年）再建。
- 拝殿（国登録有形文化財） - 天保13年（1842年）再建。
- 北門（国登録有形文化財） - 天保13年（1842年）建立。
- 南門（国登録有形文化財） - 天保13年（1842年）建立。
- 瑞垣（国登録有形文化財） - 天保13年（1842年）建立。
- 神変大菩薩 - 役行者を祀る。そのほかにも神仏習合の名残がある。
- 勝山身代不動明王
- 白雲龍王
- 白玉弁財天女
- 舞楽殿 - 2003年（平成15年）再建。もともとは寛永2年（1625年）建立の建物であったが、2002年（平成14年）に火災で焼失した。
- 社務所・参集殿
- 客殿（国登録有形文化財） - 1965年（昭和40年）前後に大阪府島本町にあった青年研修施設を移築したものとされる。
- 手水舎（国登録有形文化財） - 18世紀後期の再建。

### 摂末社

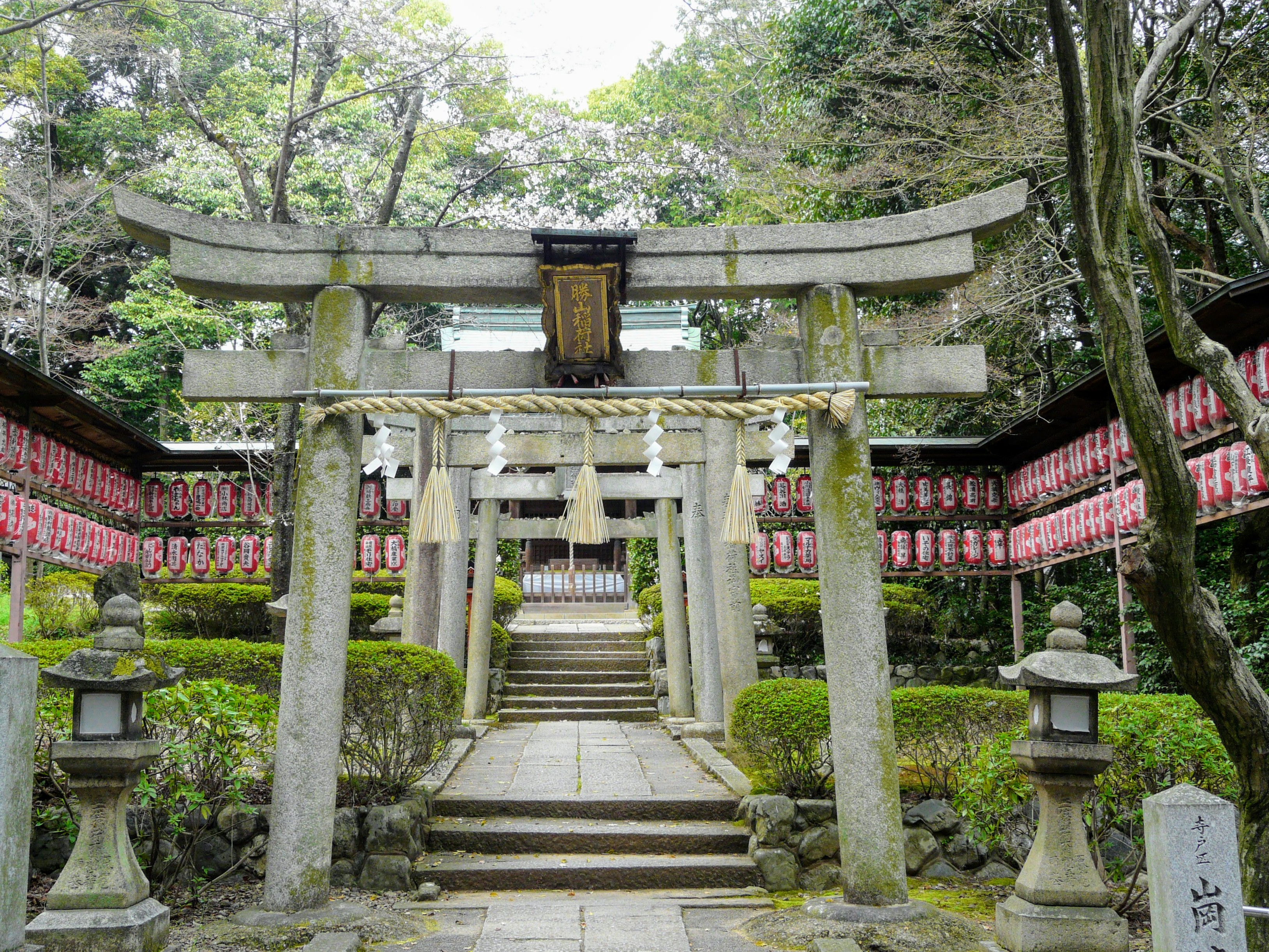
境内社　勝山稲荷社

- 祖霊社（国登録有形文化財） - 元禄元年（1688年）建立。本社の拝殿とは江戸時代末期建立の渡廊（国登録有形文化財）で繋がっている。
- 五社神社（国登録有形文化財） - 祭神：大己貴神、武雷神、別雷神、磐裂神、事代主神。江戸時代末期の建立。
- 春日神社（国登録有形文化財） - 祭神：武甕槌神、斎主神、天津児屋根尊、姫大神。もとは森本村にあった社で、1878年（明治11年）に移築したもの。
- 増井神社 - 祭神：火雷神荒魂。火雷神の荒魂神を祀る井戸が御神体となっている。
- 向日大明神
- 秀九大明神
- 御霊神社（国登録有形文化財） - 祭神：伊邪那岐命、伊邪那美命。もとは物集女村にあった社で、1877年（明治10年）に移築したもの。
- 天満宮社（国登録有形文化財） - 祭神：菅原道真、大歳神、屋船神。天保4年（1833年）建立。瑞垣（国登録有形文化財）は江戸時代の築造である。
- 勝山稲荷神社（国登録有形文化財） - 祭神：宇迦之御魂大神。1967年（昭和42年）に大阪から移築したもの。拝殿（国登録有形文化財）もある。
- 元稲荷社

## 祭礼
- 年頭祭
- 索餅祭

## 文化財

### 重要文化財
- 本殿 附：棟札5枚
- 紙本墨書 日本書紀 神代巻下巻 - 延喜4年（904年）の奥書があるが、南北朝時代の写本である[1]。

### 国登録有形文化財
- 幣拝殿及び本殿覆屋[2]
- 南門・北門及び瑞垣
- 末社祖霊社本殿
- 末社祖霊社渡廊
- 末社五社神社本殿
- 末社春日神社本殿
- 末社御霊神社本殿
- 末社天満宮社本殿
- 末社天満宮社瑞垣
- 末社勝山稲荷神社本殿
- 末社勝山稲荷神社拝殿
- 客殿
- 手水舎

### その他
- 飾太刀

## 交通
最寄駅
阪急京都本線西向日駅から北西へ500m